# ТЕС Матравідекі
ТЕС Матравідекі (угор. Mátravidéki) — закрита теплова електростанція в Угорщині в медьє Гевеш (північ країни).
Враховуючи зростання попиту на електроенергію у столиці країни Будапешті, в 1940 році почали зводити електростанцію Mátravidéki. Вона була поряд з вугільною копальнею за пів сотні кілометрів на північний схід від столиці та мала бути сполученою з Будапештом лінією електропередач, розрахованою на роботу під напругою 100 кВ. Станцію завершили в 1944-му, проте на тлі програшу Угорщини у Другій світовій війні все обладнання ТЕС вивезли до Радянського Союзу, також була втрачена й ЛЕП.
Наприкінці 1940-х вирішили відновити станцію, і в період з 1949 по 1954 роки на її майданчику стали до ладу чотири парові турбіни потужністю по 32 МВт. Їх живлення забезпечували вісім парових котлів продуктивністю по 110 тонн пари на годину.
Доставку вугілля здійснювали з сусідньої копальні за допомогою канатної дороги.
Для охолодження використовували річку Задьва (права притока Тиси), зведений на якій шлюз відводив воду до ставка-охолоджувача.
У певний момент місцевий ресурс вугілля почав вичерпуватись, і в 1972, 1973, 1975 та 1977 роках котли № 2, № 4, № 8 та № 6 перевели на спалювання нафти. Втім, робота ТЕС залишалась нерентабельною, внаслідок чого по завершенні 1983 року її вивели з експлуатації (турбіна № 1 була призначена на злам ще в 1982-му). Турбіну № 2, яку встановили у 1972-му для заміни несправної, передали в 1984-му на ТЕС Боршод. Також певний час використовували два котли — № 4 та № 2, яким ще в 1974-му надали можливість живити систему теплопостачання. Решту обладнання демонтували до кінця 1980-х.